# Mykolaiv
Mykolaiv hay Nikolaev (tiếng Ukraina: Миколаїв), (tiếng Nga: Николаев) là một thành phố tỉnh lỵ tỉnh Mykolaiv của Ukraina. Thành phố Mykolaiv có diện tích 260km2, dân số theo điều tra vào năm 2022  là 470.011 người. Đây là thành phố lớn thứ 9 tại Ukraina. Thành phố có sân bay Mykolaiv